# Lethedon salicifolia
Lethedon salicifolia är en tibastväxtart som först beskrevs av Jacques-Julien Houtou de La Billardière, och fick sitt nu gällande namn av Aymonin. Lethedon salicifolia ingår i släktet Lethedon och familjen tibastväxter. Inga underarter finns listade i Catalogue of Life.